# 安中村 (長崎県)
安中村（あんなかむら）は、長崎県の島原半島にあった村。南高来郡に属した。1940年（昭和15年）に北隣の島原町および杉谷村と合併し市制施行。島原市となった。
現在の島原市の南部にあたる。

## 地理
島原半島の東部に位置する。
- 山：前山（眉山）、樅山（もみやま）、岩上山、稲生山、黒仁田山、間能地山
- 島嶼：杵島、義佐島、三方島、皆島、嘉吉島、長島、晝飯（ひるめし）島、北回島、南回島、竜宮島
- 渓谷：赤松谷
- 河川：安徳川原（水無川）、新川原、鮎川、太郎衛川
- 溜池：稲荷山池

## 沿革
- 1889年（明治22年）4月1日 - 町村制施行により、安徳村と中木場村が合併し南高来郡安中村が発足。
- 1922年（大正11年）4月22日 - 口之津鉄道が開通し、当村域に安中村駅が設置される。
- 1940年（昭和15年）4月1日 - 島原町、杉谷村と合併し市制施行。島原市が発足し、安中村は自治体として消滅。

## 地名
安中村では大字を冠称した名を行政区域とする地域と、大字のみを行政区域とする地域が混在する。
なお、安中村では名の名称を十干に置き換えて表記する。
大字中木場
- 甲 ／ 川原平名[3]
- 乙 ／ 中村名
- 丙 ／ 下村名

大字安徳
- 丁 ／ （名なし）[4]

## 交通

### 鉄道
口之津鉄道
（島原町） - 安中村駅 - （深江村）
口之津鉄道は1943年に島原鉄道に合併し島原鉄道線の一部となった。以降、旧村域には秩父が浦駅が設置され、安中村駅は安徳駅に改称した。なお、旧村域を含む「南目線」と通称された路線は島原外港駅（現・島原港駅）を除き2008年に廃止された。

## 名所・旧跡
- 南上木場遺跡
- 眉石園窯（旧島原藩御用窯元）

## 安中村出身の著名人
- 河野秋武（俳優。大字中木場下村名字新港生まれ）